# 李柄
李柄（1564年—1632年），字汝谦，號明衡，山西大同府大同縣人，明朝政治人物。

## 生平
李柄是萬曆三十一年（1603年）的順天鄉試第三十二名舉人，天啟二年（1622年）成進士，獲授中書舍人，七年任顺天府乡试同考官，陞為陕西道監察御史，管理節慎庫一塵不染，上疏關於邊務獲稱許。之後他巡按浙江，負責修築海堤、加強防衛，崇祯四年任滿後改往巡按雲南，崇祯五年十月十九日在任內去世，享年六十九，人們都為他可惜。

## 家族
曾祖李英；祖李满，赠奉直大夫兵部职方司郎中、祀乡贤；父李承式，嘉靖丙辰进士，官福建左布政使。兄李植，丁丑进士，辽东巡抚。李杜，丙戌进士，礼部祠祭司郎中。
妻子高氏，子六人：元素、元介、元聘、元瑞、元觐、元翰。